# Nowe Miasto nad Wartą (gmina)
Pour les articles homonymes, voir Nowe Miasto.
Nowe Miasto nad Wartą est une gmina rurale du powiat de Środa Wielkopolska, Grande-Pologne, dans le centre-ouest de la Pologne. Son siège est le village de Nowe Miasto nad Wartą, qui se situe à environ 19 km au sud-est de Środa Wielkopolska et à environ 49 km au sud-est de la capitale régionale Poznań.
La gmina couvre une superficie de 120,08 km2 pour une population de 9 131 habitants en 2011.

## Géographie

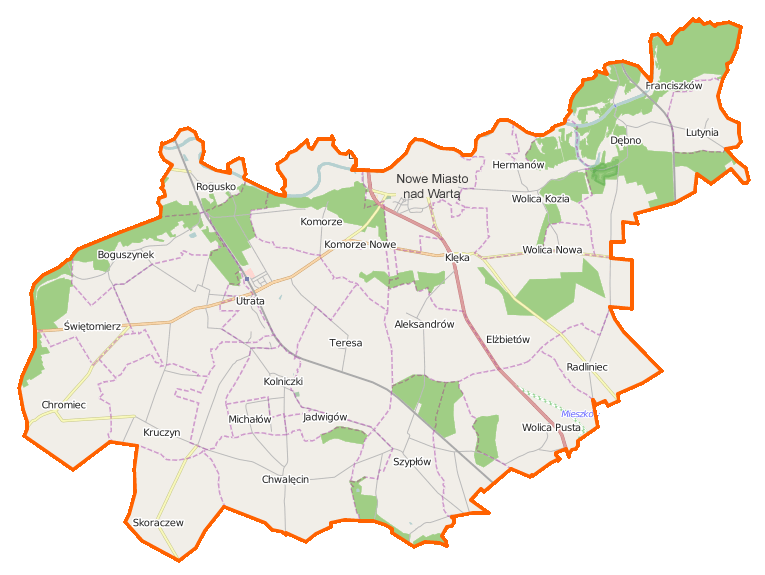
Plan de la gmina.

Outre le village de Nowe Miasto nad Wartą, la gmina inclut les villages de:
- Boguszyn
- Boguszynek
- Chocicza
- Chromiec
- Chwalęcin
- Dębno
- Klęka
- Kolniczki
- Komorze
- Kruczyn
- Kruczynek
- Michałów
- Radliniec
- Rogusko
- Skoraczew
- Stramnice
- Szypłów
- Wolica Kozia
- Wolica Pusta

### Gminy voisines
La gmina de Nowe Miasto nad Wartą est bordée des gminy de :
- Jaraczewo
- Jarocin
- Krzykosy
- Książ Wielkopolski
- Miłosław
- Żerków

## Structure du terrain
D'après les données de 2007, la superficie de la commune de Nowe Miasto nad Wartą est de 119,54 km², répartis comme tel :
- terres agricoles : 72 %
- forêts : 19 %

La commune représente 19,20 % de la superficie du powiat.

## Démographie
Données du 30 juin 2004 :
| Description        | Total  | Total | Femmes | Femmes | Hommes | Hommes |
| ------------------ | ------ | ----- | ------ | ------ | ------ | ------ |
| Unité              | Nombre | %     | Nombre | %      | Nombre | %      |
| population         | 9 034  | 100   | 4 526  | 50,1   | 4 508  | 49,9   |
| Densité (hab./km²) | 75,6   | 75,6  | 37,9   | 37,9   | 37,7   | 37,7   |